# Trilogia dos Espinhos
Trilogia dos Espinhos (em inglês: The Broken Empire Trilogy) é uma trilogia de livros de fantasia escritos pelo americano-britânico Mark Lawrence.

## Resumo do enredo

### Prince of Thorns
Jorg Ancrath, uma privilegiada criança real, torna-se o Príncipe dos Espinhos. O charmoso rapaz imoral leva um cruel bando de criminosos em uma série de ataques e atrocidades. O mundo está um caos: a violência é frequente, um pesadelo em todos os lugares. O passado sombrio de Jorg o leva além do medo de qualquer homem, vivo ou morto, mas ainda há algo que o coloca temores. Voltando ao castelo de seu pai, Jorg deve enfrentar os horrores de sua infância e formar um futuro com todas as mãos voltadas contra ele.

### King of Thorns
"Para alcançar a grandeza, você deve pisar em corpos, e muitos irmãos jazem pisados no meu despertar. Eu fui de um peão para um jogador, e eu vou ganhar este jogo, embora o custo dele pode afogar o mundo em sangue..."
A terra arde com o fogo de centenas de batalhas enquanto lordes e reis mesquinhos lutam pelo Broken Empire. O longo caminho para vingar o massacre de sua mãe e irmão mostrou para o Príncipe Honório Jorg Ancrath os atores por detrás dessa guerra sem fim. Ele viu o jogo e se comprometeu a varrer o tabuleiro. Primeiro, entretanto, ele deve reunir suas próprias peças, aprender as regras do jogo, e descobrir como rompe-las.

### Emperor of Thorns
Se passando praticamente todo na estrada, Jorg esta indo a Vyene, para se prostrar diante da Centena e “conquistar” o trono de imperador, e durante seu caminho ele passara por poucas e boas para proteger as pessoas que ele ama – sim, Jorg com toda certeza ama muito, incondicionalmente e com todas as suas forças pelo menos uma pessoa.

## Personagens
- Jorg Ancrath - o protagonista da trilogia, Jorg é o líder de um bando de cruéis bandidos conhecidos como Irmandade. Sua infância foi conturbada, deixando-o com traumas emocionais e físicos. Se torna um garoto insensível ao sofrimento dos outros, disposto a ferir ou matar qualquer um em sua busca à ascensão ao trono do Broken Empire.
- Nubano - um dos seguidores mais leais de Jorg, fatal com sua poderosa besta. Pouco se sabe sobre ele, sendo "Nuba" o nome de sua terra natal, que também faz referência a cor de sua pele.
- Sir Makin - Cavaleiro destacado para buscar Jorg logo após sua fuga, Sir Makin é extremamente hábil com uma espada e tem um grande senso de humor. Possui grande carisma geralmente é aceito em todos os lugares por onde passam.
- Kent o Rubro - um guerreiro altamente qualificados e mortal. Kent ganhou o título de "Rubro" depois de ser encontrado pela Irmandade coberto de sangue e entranhas de sete patrulheiros. Kent o Rubro está preocupado com o seu passado, mas permanecerá sempre fiel aos poucos amigos que permanecem.

## References
1. ↑  http://www.skoob.com.br/livro/resenhas/361138/mais-gostaram/